# 연천군의회
연천군의회는 연천군에 제출된 의견이나 법안을 처리하기 위해 설치된 의회이다. 경기도 연천군 연천읍 연천로221에 있다.

## 의회연혁
- 2020. 07. 01 : 제8대 후반기 의장단 선출
- 2018. 07. 02 : 제8대 전반기 의장단 선출
- 2018, 07. 02 : 제8대 의회 개원식
- 2018. 06. 13 : 제8대 연천군의회의원선거(제7회 전국동시지방선거) 2개 선거구 7명 선출(비례대표 1명 포함)
- 2016. 07. 01 : 제7대 후반기 의장단 선출
- 2014. 07. 01 : 제7대 전반기 의장단 선출
- 2014. 07. 01 : 제7대 의회 개원식
- 2014. 06. 04 : 제7대 연천군의회의원선거(제6회 전국동시지방선거) 2개 선거구 7명 선출(비례대표 1명 포함)
- 2012. 06. 29 : 제6대 후반기 의장단 선출
- 2010. 07. 01 : 제6대 전반기 의장단 선출
- 2010. 07. 01 : 제6대 의회 개원식
- 2010. 06. 02 : 제6대 연천군의회의원선거(제5회 전국동시지방선거)2개 선거구 7명 선출(비례대표 1명 포함)
- 2008. 07. 02 : 제5대 후반기 의장단 선출
- 2006. 07. 03 : 제5대 전반기 의장단 선출

제5대의회 개원식
- 2006. 05. 31 : 제5대 연천군의회의원선거(제4회 전국동시지방선거) 2개 선거구 7명 선출(비례대표 1명 포함)
- 2004. 07. 02 : 제4대 후반기 의장단 선출
- 2002. 07. 03 : 제4대 의회 개원식
- 2002. 07. 02 : 제4대 전반기 의장단 선출
- 2002. 06. 13 : 제4대 연천군의회의원선거

8개 선거구 8명 선출
- 2000. 07. 06 : 제3대 후반기 의장단 선출
- 1998. 06. 04 : 제3대 연천군의회의원 선거

10개 선거구 10명 선출
- 1996. 12. 28 : 제2대 후반기 의장단 선출
- 1995. 07. 11 : 제2대 전반기 의장단 선출
- 1995. 07. 11 : 제2대 의회 개원식
- 1995. 06. 27 : 제2대 연천군의회 의원 선거(제1회 전국동시지방선거)10개 선거구 11명 선출(전곡읍 2명)
- 1995. 04. 13 : 제1대 후반기 잔여임기 의장단 선출
- 1993. 04. 12 : 제1대 후반기 의장단 선출
- 1992. 02. 13 : 사무기구를 사무과로 직제 개편

- 1991. 04. 15 : 연천군의회 사무기구 설치
- 1991. 04. 15 : 제1대 전반기 의장단 선출
- 1991. 04. 15 : 제1대 의회 개원식
- 1991. 03. 26 : 제1대 연천군의회 의원 선거

10개 선거구 10명 선출

## 지역구
- 가선거구: 연천읍, 신서, 군남, 왕징, 미산, 중면
- 나선거구: 전곡읍, 청산, 백학, 장남면